# Варгас-Кох, Лаура
Лаура Варгас-Кох (нем. Laura Vargas-Koch, р.29 июня 1990) — немецкая дзюдоистка, бронзовый призёр олимпиады 2016 года, призёрка чемпионатов мира, Европы и Европейских игр.

## Биография
Родилась в 1990 году. В 2013 году стала бронзовой призёркой чемпионата Европы в личном и командном зачётах, и завоевала серебряную медаль чемпионата мира. В 2014 году стала серебряной призёркой чемпионата Европы, и завоевала бронзовую медаль чемпионата мира в составе команды. В 2015 году стала серебряной призёркой Европейских игр. В 2016 году завоевала бронзовую медаль Олимпийских игр в Рио-де-Жанейро.